# Мейерс, Нэнси
Нэ́нси Джейн Ме́йерс (англ. Nancy Jane Meyers, 8 декабря 1949, Филадельфия, Пенсильвания, США) — американский кинорежиссёр, сценарист и продюсер.

## Биография
Родилась в 1949 году в Филадельфии (штат Пенсильвания). Окончила Американский университет и из Вашингтона переехала в Лос-Анджелес. В 1980 году дебютировала в качестве сценариста к фильму «Рядовой Бенджамин». В итоге Нэнси Мейерс получила номинацию на премию «Оскар» в категории «Лучший сценарий». В течение следующих двадцати лет она вместе со своим супругом создала множество фильмов, выступая в роли сценариста.
В 1998 году после развода Нэнси Мейерс дебютировала в качестве режиссёра, сняв фильм «Ловушка для родителей (фильм, 1998)». Но её звездный час в качестве режиссёра наступил, когда она сняла фильм «Чего хотят женщины» с Мелом Гибсоном в главной роли.
Вскоре она сняла не менее удачные «Любовь по правилам и без» (2003) и «Отпуск по обмену» (2006). В 2010 году в прокат вышел фильм «Простые сложности», за который Нэнси Мейерс получила номинацию на премию «Золотой глобус» в категории «Лучший сценарий».

### Личная жизнь
Нэнси была замужем за Чарльзом Шайером. В этом браке родилось две дочери — Энни и Холли (в их честь названы главные героини «Ловушки для родителей»).

## Фильмография

### В качестве режиссёра
- 1998 — Ловушка для родителей — The Parent Trap
- 2000 — Чего хотят женщины — What Women Want
- 2003 — Любовь по правилам и без — Something's Gotta Give
- 2006 — Отпуск по обмену — The Holiday
- 2009 — Простые сложности — It's Complicated
- 2015 — Стажёр — The Intern

### В качестве сценариста
- 1980 — Рядовой Бенджамин — Private Benjamin
- 1981-83 — Рядовой Бенджамин (сериал) — Private Benjamin
- 1984 — Непримиримые противоречия — Irreconcilable Differences (исполнительный продюсер)
- 1984 — Протокол — Protocol (сюжет)
- 1987 — Детский бум — Baby Boom
- 1991 — Отец невесты — Father of the Bride
- 1992 — Однажды преступив закон — Once Upon a Crime
- 1994 — Я люблю неприятности — I Love Trouble
- 1995 — Отец невесты 2 — Father of the Bride Part II
- 1998 — Ловушка для родителей — The Parent Trap
- 2003 — Любовь по правилам и без — Something's Gotta Give
- 2006 — Отпуск по обмену — The Holiday
- 2009 — Простые сложности — It's Complicated
- 2015 — Стажёр — The Intern

### В качестве продюсера
- 1980 — Рядовой Бенджамин — Private Benjamin
- 1984 — Непримиримые противоречия — Irreconcilable Differences (исполнительный продюсер)
- 1987 — Детский бум — Baby Boom
- 1991 — Отец невесты — Father of the Bride
- 1992 — Однажды преступив закон — Once Upon a Crime
- 1994 — Я люблю неприятности — I Love Trouble
- 1995 — Отец невесты 2 — Father of the Bride Part II
- 1998 — Ловушка для родителей — The Parent Trap
- 2000 — Чего хотят женщины — What Women Want
- 2003 — Любовь по правилам и без — Something's Gotta Give
- 2006 — Отпуск по обмену — The Holiday
- 2009 — Простые сложности — It's Complicated
- 2015 — Стажёр — The Intern
- 2017 — В гостях у Элис — Home Again